# Şebnem Kimyacıoğlu
Şebnem Nezahat Kimyacıoğlu (ur. 14 czerwca 1983 w Santa Clara) – turecko-amerykańska koszykarka,  występująca na pozycji silnej skrzydłowej, reprezentantka kraju, olimpijka.

## Osiągnięcia
Stan na 26 marca 2024, na podstawie, o ile nie zaznaczono inaczej.

### NCAA
- Uczestniczka rozgrywek:
  - Elite 8 turnieju NCAA (2004, 2005)
  - Sweet 16 turnieju NCAA (2002, 2004, 2005)
  - II rundy turnieju NCAA (2002–2005)
- Mistrzyni:
  - turnieju konferencji Pac-10 (2003, 2004, 2005)
  - sezonu zasadniczego Pac-10 (2002–2005)
- Zaliczona do składu honorable mention Pac-10 All-Freshman (2002)
- Liderka konferencji Pac-10 w:
  - skuteczności rzutów za 3 punkty (2003 – 39,5%)
  - liczbie celnych rzutów za 3 punkty (2003 – 70)

### Drużynowe
- Mistrzyni:
  - Euroligi (2014)
  - Turcji (2014, 2015)[5][6]
- Wicemistrzyni Turcji (2006, 2007, 2008, 2013)[7][8]
- 3. miejsce w ULEB Cup (2008)
- Zdobywczyni:
  - Pucharu Turcji (2013, 2014)[8][5]
  - Superpucharu Turcji (2006)
- Finalistka:
  - Pucharu Turcji (2007)
  - Superpucharu Turcji (2005, 2012–2014)[8][5][6]

### Indywidualne
(* – nagrody przyznane przez portal eurobasket.com)
- Zaliczona do*:
  - I składu:
    - zawodniczek krajowych ligi tureckiej (2006)[9]
    - najlepszych nowo przybyłych zawodniczek ligi tureckiej (2006)[9]

  - składu honorable mention ligi tureckiej (2008)[7]
- Uczestniczka meczu gwiazd ligi tureckiej (2006, 2008)[9][7]

### Reprezentacja

#### Seniorek
- Uczestniczka:
  - igrzysk olimpijskich (2016 – 6. miejsce)[10][11]
  - mistrzostw Europy (2005 – 8. miejsce, 2007 – 9. miejsce)[12][13]
  - kwalifikacji:
    - olimpijskich (2012 – 1. miejsce)[14]
    - do Eurobasketu (2007)

#### Młodzieżowa
- Uczestniczka mistrzostw Europy U–20 (2002 – 8. miejsce)[15]